# Consell General del Sena Marítim

Logo del Consell General

El Consell General del Sena Marítim és l'assemblea deliberant executiva del departament francès del Sena Marítim, a la regió de Normandia.
La seu es troba a Rouen, al barri de Saint-Sever, i des de 2004 el president és Didier Marie (PS).

## Presidents del consell
- Didier Marie (PS) (2004 -)
- Charles Revet (UDF) (1993-2004)
- Jean Lecanuet (UDF) (1974-1993)

## Composició
El març de 2011 el Consell General del Sena Marítim era constituït per 69 elegits pels 69 cantons del Sena Marítim.
| Partit                        | Sigles | Electes |
| ----------------------------- | ------ | ------- |
| Majoria (45 escons)           |        |         |
| Partit Socialista             | PS     | 32      |
| Partit Comunista Francès      | PCF    | 8       |
| Divers Gauche                 | DVG    | 5       |
| Oposició (24 escons)          |        |         |
| Unió pel Moviment Popular     | UMP    | 19      |
| Divers Droite                 | DVD    | 5       |
| President del Consell General |        |         |
| Didier Marie (PS)             |        |         |